# На Дерибасовской хорошая погода, или На Брайтон-Бич опять идут дожди
«На Дериба́совской хоро́шая пого́да, или На Бра́йтон-Бич опя́ть иду́т дожди́» — российско-американская шпионская кинокомедия 1992 года. Последний фильм режиссёра Леонида Гайдая.

## Сюжет
Действие происходит в последние годы существования СССР. Холодная война закончилась, президенты двух великих держав — СССР и США — должны встретиться для важных переговоров. Однако встреча оказалась под угрозой срыва из-за разгула русской мафии, обосновавшейся в США (мафиозо Рабинович внезапно вмешивается в разговор президентов по сверхсекретной телефонной линии и разъединяет их, чтобы срочно позвонить в Одессу, «столицу юмора в СССР»).
В бане встречаются рабочие группы КГБ и ЦРУ и празднуют начало сотрудничества. Между делом сотрудники ЦРУ рассказывают коллегам из КГБ о разгуле русской мафии в США. Им известен главарь мафии, который перевоплощается в Гитлера, Наполеона, Петра Великого, Саддама Хусейна, Отелло и прочих персонажей, однако его настоящего лица не видел никто. Генерал КГБ (Юрий Волынцев) удивлён и называет его артистом, на что генерал ЦРУ (Эммануил Виторган) отвечает, что это и есть его кличка – Артист (Андрей Мягков).
Для помощи американским коллегам и ликвидации русской мафии генерал КГБ решает отправить в Нью-Йорк суперагента из Одессы Фёдора Соколова (Дмитрий Харатьян), который в это время ликвидировал маньяка и насильника, прикрывающегося милицейской формой. Получив приказ срочно вылететь в Москву, Соколов был вынужден перелететь из Одессы и сесть на Красную площадь на спортивном самолёте Як-55, так как у авиадиспетчеров в тот день была забастовка (аллюзия на скандальный полёт Матиаса Руста), железную дорогу перекрыли экстремисты, автотранспорту перекрыли бензин нефтяники, а миноносец КГБ «Железный Феликс» арендован кооперативом для круиза по Чёрному морю.
Приехав в США, Соколов находит ресторан «Ланжерон», известное место сбора русской мафии в Нью-Йорке, где случайно знакомится с неким дядей Мишей, который рассказывает агенту КГБ о посетителях ресторана и представляет их членами русской мафии, хотя таковыми они на самом деле не являются. В конце вечера в ресторане выступает местная певица Маша Звёздная, которая очаровывает Соколова.
На следующий день у агента КГБ назначена встреча с агентом ЦРУ. Он отправляется к радисту (Евгений Весник), но пароль оказался съеден его внуком (Саша Лойе). Соколов отправляется в кафе, где к нему подсаживается Маша Звёздная. Чтобы не провалить задание, Соколов, помня слова своего учителя полковника Петренко (Николай Парфёнов) о том, что «разведчик должен красивую женщину игнорировать», пытается это делать. От радиста Соколов узнаёт, что встреча с агентом ЦРУ должна произойти в том самом кафе и за тем самым третьим столиком, за которым сидели он и певица. Там же в инструкции было сказано, что агент должен назвать пароль: «На Дерибасовской хорошая погода», на что Соколову следовало ответить: «На Брайтон-Бич опять идут дожди» (обыгрываются легендарные фразы «Над всей Испанией безоблачное небо» и «В Сантьяго идёт дождь», которые, как считается, послужили паролями для начала фашистского мятежа в Испании в 1936 году и государственного переворота в Чили в 1973 году соответственно). Агентом ЦРУ оказывается та самая певица из ресторана, её настоящее имя — Мэри Стар (Келли Мак-Грилл). Она ответственна за обеспечение безопасности Соколова, он ведёт её в свой номер, в котором она рассказывает ему обо всех установленных там секретных устройствах.
Соколов отправляется на Брайтон-Бич и случайно встречает дядю Мишу, который, в ссоре с продавщицей продуктового магазина, желая доказать некачественность товаров, ломает о колено колбасу, в которой находится записка, адресованная агенту. Мафиози предлагают Фёдору встретиться в казино «Золотой Дюк», которое принадлежит русской мафии. Его директор, один из людей Артиста (Мамука Кикалейшвили), за деньги предлагает агенту вернуться в СССР. Соколову опять помогают методы полковника Петренко — он разоряет казино, в результате чего мафиози вынуждены застрелиться. Соколов отправляется в ресторан с дядей Мишей, в которого выстрелили присоской с запиской: «Артист будет ждать в 18:00 на пирсе». Но очередной план мафии избавиться от него проваливается: на этот раз Соколова спасает Мэри Стар. А главный организатор всего этого и «правая рука» Артиста, украинский мафиозо Кравчук (Михаил Кокшенов), чудом остаётся в живых, едва не сгорев заживо.
На следующий день в город приезжает шейх. Русская мафия планирует похитить его и потребовать выкуп в миллиард долларов. Мэри похищает шейха и переодевает в него Соколова. После того как Соколов, переодетый шейхом, ложится спать, мафиозо Кравчук разбивает стеклянный потолок в спальне, поднимает кровать с шейхом-Соколовым на вертолёте и отвозит его в логово мафии, которая, пытаясь узнать у него местонахождение шейха, начинает его пытать. Агента КГБ безрезультатно пытаются утопить, но он выпивает всю воду и затем извергает её обратно, облив Кравчука; пытают горячим утюгом, но утюг не оставляет ожогов, а ожог получает Кравчук. В конце концов его бросают в подвал, затем туда же приводят дядю Мишу, который накануне кричал на весь ресторан, что Фёдор Соколов — его лучший друг. Он умоляет агента сообщить мафии, где находится шейх, пугая его тем, что мафиози уже захватили и пытают Мэри. В это время за стеной раздаётся женский крик, и Соколов, думая, что это Мэри, начинает стучать в запертую дверь. Пришедшему затем Кравчуку он говорит, что готов отдать шейха Артисту. Тот понимает это буквально и, к удивлению Соколова, обращается с этим к дяде Мише, тем самым раскрыв его. Затем Соколова заковывают в кандалы и замуровывают в стене. Внезапно на мотоцикле прямо в здание въезжает Мэри и спасает Соколова. Мафиози пускаются в погоню, используя танк и токсичные вещества, но, несмотря на это, Мэри и Соколов спасаются. Русская мафия в США разгромлена.
В конце фильма президенты СССР (Леонид Куравлёв) и США (Владимир Седов) снова договариваются по телефону о запланированной встрече на Гавайях, но в их разговор опять вмешивается Рабинович «из русской мафии» и вновь разъединяет их.

## В ролях
- Дмитрий Харатьян — Фёдор Соколов, суперагент КГБ / шейх (голос шейха — Дмитрий Полонский)
- Келли Мак-Грилл — суперагент ЦРУ Мэри Стар, она же певица Маша Звёздная (озвучивание — Наталья Варлей[2], вокал — Марина Журавлёва)
- Андрей Мягков — эмигрант дядя Миша, он же Артист, главарь русской мафии (озвучивание — «Сталин» — Артём Карапетян, «Брежнев» — Александр Белявский)
- Михаил Кокшенов — украинский мафиозо Кравчук, правая рука Артиста
- Юрий Волынцев — Степан, генерал КГБ
- Эммануил Виторган — Джек, генерал ЦРУ
- Армен Джигарханян — еврейский мафиозо Кац
- Мамука Кикалейшвили — Лаврентий Цуладзе, грузинский мафиозо и владелец казино
- Леонид Куравлёв — Михаил Горбачёв, президент СССР (озвучивает Михаил Грушевский)[3]
- Владимир Седов — Джордж Буш-старший, президент США (озвучивает Артём Карапетян)
- Евгений Весник — радист Моня
- Наталья Крачковская — жена радиста Мони
- Спартак Мишулин — слуга шейха
- Николай Парфёнов — полковник Петренко
- Руслан Ахметов — узбекский мафиозо Насруллаев
- Владимир Ферапонтов — молдавский мафиозо Кодряну
- Владимир Епископосян — армянский мафиозо из казино
- Аркадий Инин — швейцар казино
- Ментай Утепбергенов — казахский мафиозо
- Саша Лойе — Сёма, внук Мони
- Павел Винник — Самсон Семёнович, эмигрант в ресторане / одесский мафиозо Рабинович (голос по сверхсекретной телефонной линии)[источник не указан 261 день]
- Вера Ивлева — продавщица в магазине для эмигрантов
- Станислав Стрелков — капитан Камикадзев
- Николай Бандурин — полковник КГБ Дынин
- Михаил Вашуков — полковник КГБ Кораблёв
- Юрий Воробьёв — полковник КГБ Семёнов
- Александр Рыжков — телохранитель Джека
- Сергей Рубеко — первый сотрудник ЦРУ
- Самсон Нзерибе — второй сотрудник ЦРУ
- Густав Квами Унса — третий сотрудник ЦРУ
- Леонид Гайдай — сумасшедший игрок в казино[4] (не указан в титрах)
- Вячеслав Разбегаев — одесский маньяк под видом милиционера (озвучивает Дмитрий Матвеев)
- Павел Смеян — уличный певец на Арбате
- Нина Гребешкова — прохожая на Брайтон-Бич (не указана в титрах)

## Съёмочная группа
- Авторы сценария: Аркадий Инин, Леонид Гайдай, Юрий Волович
- Режиссёр-постановщик: Леонид Гайдай
- Оператор-постановщик: Вадим Алисов
- Художники-постановщики: Феликс Ясюкевич, Николай Маркин
- Композиторы: Виктор Бабушкин, Александр Зацепин
- Текст песен: Леонида Дербенёва
- Постановщик трюков: Сергей Воробьёв
- Каскадёры: Александр Иншаков, Сергей Воробьёв, Валерий Кудряшов

## Факты
- Съёмки фильма начались ещё до распада СССР, в августе 1991 года[5][6]. Премьера состоялась 30 октября 1992 года[7][8], уже после распада Советского Союза, поэтому в прологе к фильму об СССР говорится в прошедшем времени.
- Сцены в казино снимались в развлекательном комплексе «Тадж-Махал». В фильме есть титры о благодарности за помощь в организации съёмок будущему Президенту США Дональду Трампу[9][10]. Согласно воспоминаниям Харатьяна и Инина, миллиардер хотел сняться в небольшом эпизоде фильма, однако, Гайдай отказал Трампу[11], сославшись на то, что тот не является профессиональным актером[12][13].
- Первоначально Гайдай хотел снимать продолжение своей комедии «Частный детектив, или Операция „Кооперация“», однако история с передачей США схем подслушивающих устройств в их посольстве председателем КГБ СССР Вадимом Бакатиным (декабрь 1991) внесла коррективы в сценарий уже снимаемой комедии[2][14]. В начале фильма присутствует эпизод, в котором генерал КГБ (Юрий Волынцев) даёт указание передать сотрудникам ЦРУ списки агентов КГБ и раскрыть перед ними карту с расположением секретных объектов[15].
- Композитор Александр Зацепин написал для фильма три песни и по каким-то причинам не смог продолжить работу над фильмом. Тогда Леонид Гайдай попросил звукорежиссёра и композитора Виктора Бабушкина (который ранее записал музыку почти ко всем фильмам режиссёра) дописать фоновую музыку к фильму[16].
- В некоторых эпизодах использована музыка из популярного советского телефильма «Семнадцать мгновений весны» («Не думай о секундах свысока....»).